# Веронік Тренке
Веронік Тренке (15 червня 1956 , Марсель ) — французька фехтувальниця на рапірах, срібна призерка Олімпійських ігор 1976 року.

## Виступи на Олімпіадах
| Олімпіада     | Дисципліна      | Місце |
| ------------- | --------------- | ----- |
| Монреаль 1976 | командна рапіра | 2     |